# نورتریج، شهرستان کلارک، اوهایو
نورتریج (به انگلیسی: Northridge) یک منطقهٔ مسکونی در ایالات متحده آمریکا است که در شهرستان کلارک، اوهایو واقع شده‌است. نورتریج ۷٫۹ کیلومتر مربع مساحت و ۷٬۵۷۲ نفر جمعیت دارد و ۳۳۰ متر بالاتر از سطح دریا واقع شده‌است.